# Ctenus tenuipes
Ctenus tenuipes là một loài nhện trong họ Ctenidae.
Loài này thuộc chi Ctenus. Ctenus tenuipes được J. Denis miêu tả năm 1955.